# Escocia en la Copa Mundial de Rugby de 2007
El Cardo fue una de las 20 naciones participantes de la Copa Mundial de Rugby de 2007, que se realizó por vez primera en Francia.
Escocia llegó como última del Torneo de las Seis Naciones 2007 y se temía con la primera eliminación en fase de grupos, si caían ante Italia que los había derrotado en febrero. Pero afortunadamente llegaron a cuartos.

## Plantel

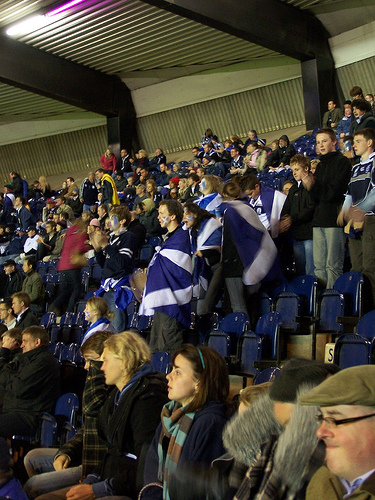
Escoceces durante la VI Copa Mundial.

Hadden (53 años) fue el entrenador en jefe, había asumido dos años antes tras haber sido entrenador interino luego del despido del australiano Matt Williams.

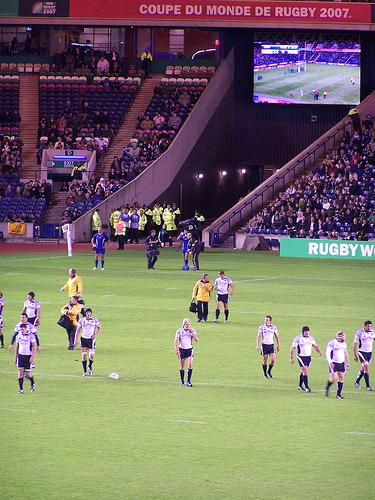
Calentamiento deportivo antes de Rumania.

Jacobsen se lesionó contra Portugal (rotura fibrilar de la pantorrilla izquierda) y fue reemplazado por Dickinson.
Los partidos de prueba son hasta antes del inicio del mundial y las edades corresponden al último partido de Escocia, el 7 de octubre de 2007.
|                          | Jugador            | Edad    | Posición      | Pruebas | Equipo                   |
| ------------------------ | ------------------ | ------- | ------------- | ------- | ------------------------ |
| Hookers y Pilares        |                    |         |               |         |                          |
|                          | Alasdair Dickinson | 24 años | Pilar         | 0       | Gloucester Rugby         |
| 2                        | Ross Ford          | 23 años | Hooker        | 14      | Border Reivers           |
|                          | Allan Jacobsen     | 29 años | Pilar         | 23      | Edinburgh Rugby          |
| 1                        | Gavin Kerr         | 30 años | Pilar         | 42      | Border Reivers           |
|                          | Scott Lawson       | 26 años | Hooker        | 11      | Sale Sharks              |
| 3                        | Euan Murray        | 27 años | Pilar         | 11      | Northampton Saints       |
|                          | Craig Smith        | 29 años | Pilar         | 19      | Edinburgh Rugby          |
|                          | Fergus Thomson     | 23 años | Hooker        | 2       | Glasgow Warriors         |
| Segundas líneas          |                    |         |               |         |                          |
|                          | Jim Hamilton       | 24 años | Segunda línea | 9       | Leicester Tigers         |
| 4                        | Nathan Hines       | 30 años | Segunda línea | 44      | USA Perpignan            |
|                          | Scott MacLeod      | 28 años | Segunda línea | 9       | Scarlets                 |
| 5                        | Scott Murray       | 31 años | Segunda línea | 85      | Union Sportive Montauban |
| Alas y Octavos           |                    |         |               |         |                          |
|                          | John Barclay       | 21 años | Ala           | 0       | Glasgow Warriors         |
|                          | Kelly Brown        | 25 años | Ala           | 14      | Glasgow Warriors         |
|                          | Dave Callam        | 24 años | Octavo        | 9       | Edinburgh Rugby          |
| 7                        | Allister Hogg      | 24 años | Ala           | 35      | Edinburgh Rugby          |
| 8                        | Simon Taylor       | 28 años | Octavo        | 54      | Stade Français Paris     |
| 6                        | Jason White        | 29 años | Ala           | 59      | Sale Sharks              |
| Medios scrums            |                    |         |               |         |                          |
| 9                        | Mike Blair         | 26 años | Medio scrum   | 39      | Edinburgh Rugby          |
|                          | Chris Cusiter      | 25 años | Medio scrum   | 32      | USA Perpignan            |
|                          | Rory Lawson        | 26 años | Medio scrum   | 7       | Gloucester Rugby         |
| Aperturas y Centros      |                    |         |               |         |                          |
| 12                       | Rob Dewey          | 23 años | Centro        | 77      | Ulster Rugby             |
|                          | Marcus Di Rollo    | 29 años | Centro        | 19      | Stade Toulousain         |
|                          | Andrew Henderson   | 27 años | Centro        | 46      | Glasgow Warriors         |
| 10                       | Dan Parks          | 29 años | Apertura      | 32      | Glasgow Warriors         |
| 13                       | Simon Webster      | 26 años | Centro        | 24      | Edinburgh Rugby          |
| Fullbacks y Wings        |                    |         |               |         |                          |
| 15                       | Rory Lamont        | 25 años | Fullback      | 10      | Sale Sharks              |
| 14                       | Sean Lamont        | 26 años | Wing          | 31      | Northampton Saints       |
| 11                       | Chris Paterson     | 29 años | Wing          | 76      | Gloucester Rugby         |
|                          | Hugo Southwell     | 27 años | Fullback      | 31      | Edinburgh Rugby          |
|                          | Nikki Walker       | 25 años | Wing          | 8       | Ospreys                  |
| Entrenador: Frank Hadden |                    |         |               |         |                          |

## Participación
Escocia integró el grupo C con la Azzurri, Rumania, los favoritos All Blacks y la debutante Portugal.
La prueba más difícil fue contra Nueva Zelanda, del entrenador Graham Henry y quien alineó: Anton Oliver, Reuben Thorne, el capitán Richie McCaw, Byron Kelleher, la estrella Luke McAlister y Doug Howlett. Los oceánicos no fueron piadosos con su nivel y destrozaron a Escocia 40–0.
Finalmente se dio el partido clave ante Italia, dirigida por el francés Pierre Berbizier y formada: Martín Castrogiovanni, Santiago Dellapè, la estrella Mauro Bergamasco, el capitán Alessandro Troncon, Mirco Bergamasco y Andrea Masi.

### Fase final
Los cuartos los cruzó ante los Pumas, del técnico Marcelo Loffreda y quien diagramó: Mario Ledesma, el experimentado Carlos Fernández Lobbe, Gonzalo Longo, el capitán Agustín Pichot, Felipe Contepomi y la estrella Ignacio Corleto. Argentina llegó motivada tras vencer a Les Bleus y eliminar a Irlanda, por lo que era favorita y venció 19–13 a los escoceses.
| Predecesor: Australia 2003 | Escocia en la Copa Mundial de Rugby Francia 2007 | Sucesor: Nueva Zelanda 2011 |